# Магнитогорские маньяки
Александр Сергеевич Лохтачёв (род. 1981, Магнитогорск, Челябинская область, РСФСР, СССР) и Павел Юрьевич Сафонов (род. 1982, Магнитогорск, Челябинская область, РСФСР, СССР) — российские серийные убийцы, насильники и похитители, совершившие серию изнасилований, убившие 8 женщин и девушек и 2 мужчин в Магнитогорске и его окрестностях с июля 2003 по февраль 2004 года и приговорённые к пожизненному заключению.

## Убийства

### Первое убийство
Первое убийство Лохтачёв и Сафонов совершили в июле 2003 года, когда в состоянии алкогольного опьянения искали компанию женщины. На перекрёстке проспекта Карла Маркса и Ленинградской улицы они увидели молодую девушку и убедили её проехаться с ними по Магнитогорску. Лохтачёв и Сафонов вывезли девушку в поле неподалёку от села Верхнекизильское, где поочерёдно изнасиловали её.
После совершённого преступниками насильственного полового акта жертва озвучила своё намерение заявить на насильников в милицию. Тогда Лохтачёв и Сафонов задушили её шнурком от спортивного костюма, облили труп бензином и подожгли, после чего уехали на автомобиле Лохтачёва обратно в Магнитогорск.

### Серия убийств
Почти два месяца после первого убийства Лохтачёв и Сафонов не встречались по личным обстоятельствам. Когда они встретились снова в августе, решили похитить новую жертву на перекрёстке проспекта Карла Маркса и Комсомольской улицы. Выбрав молодую женщину и напоив её алкоголем, Лохтачёв и Сафонов вывезли вторую жертву на окраину Магнитогорска около цементного завода, изнасиловали по очереди, задушили и сожгли.
В октябре Лохтачёв и Сафонов приобрели новый автомобиль и отправились выслеживать потенциальных жертв на перекрёстке проспекта Карла Маркса и улицей Завенягина. Они подвезли двоих подруг, одну из которых отвезли домой, а другую, которая осталась с ними, привезли на пляж озера Песчаного и подвергли сексуальному насилию. Пообещав отвезти девушку домой, Лохтачёв остановил автомобиль возле реки Урал, сославшись на неполадки с двигателем, затем Сафонов заставил девушку помогать ему и Лохтачёву толкать автомобиль, после чего они оглушили её ударом по голове, задушили шнуром и сбросили тело в Урал.
В ноябре Лохтачёв и Сафонов расправились с четвёртой жертвой путём нанесения ножевых ранений ножом для разделки мяса и удушения верёвкой, затем облили бензином и подожгли. Пока маньяки сжигали тело, мимо места убийства проехал грузовик марки «КамАЗ».

### Двойное убийство
Желая избавиться от нежелательного свидетеля, Лохтачёв и Сафонов решили отыскать информацию о водителе грузовика. В итоге им оказался 73-летний пенсионер по фамилии Костёркин, проживающий в соседнем посёлке Новосавинский. Напившись для храбрости, Лохтачёв выкрал обрез, принадлежащий его деду, и проник в дом Костёркиных, где убил пожилого мужчину выстрелом в грудь и его спавшего 43-летнего сына выстрелами в лицо.
После убийства Костёркиных Лохтачёв вернулся в Магнитогорск и рассказал обо всём Сафонову. Из-за отсутствия улик, свидетелей, мотивов и подозреваемых убийство осталось нераскрытым долгое время. В двойном убийстве Лохтачёв впоследствии признался только спустя 17 лет после расправы, уже отбывая наказание в виде пожизненного заключения.

### Последние жертвы
Все последующие убийства были совершены зимой. В ночь на Рождество Лохтачёв и Сафонов подобрали очередную девушку на проспекте Карла Маркса, вывезли к цементному заводу, изнасиловали, задушили, сбросили тело в яму и подожгли зажигалкой, предварительно облив бензином. В качестве «трофея» Сафонов забрал себе её дублёнку. Новую жертву они подобрали неделю спустя, но машина заглохла по дороге на цементный завод, в результате чего Лохтачёв и Сафонов изнасиловали и убили её на обочине, а затем выбросили тело в яму. Сафонову снова удалось украсть дублёнку жертвы. Несмотря на то, что преступники подожгли её, труп сохранился лучше, чем останки остальных жертв.
Последняя жертва была убита в начале февраля 2004 года. Лохтачёв и Сафонов забрали девушку из кинотеатра «Современник», отвезли её в поле возле села Кирса, где изнасиловали и задушили, после чего отнесли останки в близлежащую лесополосу, облили тело бензином и подожгли.

## Разоблачение

### Арест, следствие и суд
24 января 2004 года милиция обнаружила обугленное тело, но смогла установить личность жертвы только полторы недели спустя. После тщательного расследования в окрестностях Магнитогорска были обнаружены многочисленные обгоревшие трупы женщин и девушек.
Дело сдвинулось с мёртвой точки, когда подруга одного из убийц обратилась в милицию, утверждая, что он признался ей в содеянном. Вскоре после этого Лохтачёв и Сафонов были арестованы и обвинены в убийствах восьми женщин. В ноябре 2004 года они были признаны виновными по всем пунктам обвинения и приговорены к пожизненному лишению свободы.

### В заключении
В июне 2021 года, отбывая пожизненный срок в исправительной колонии особого режима «Полярная сова», Александр Лохтачёв связался со следователями и признался в двойном убийстве отца и сына Костёркиных. Его показания подтвердились, и спустя некоторое время Лохтачёв был приговорён к 13 годам лишения свободы за данное преступление, которые были поглощены пожизненным сроком.
Павел Сафонов был отправлен отбывать наказание в исправительную колонию особого режима «Белый лебедь» в городе Соликамске Пермского края.